# Amorges
Amorges († 412 v. Chr.), Sohn des Pissouthnes, war ein Söldnerführer während des Peloponnesischen Kriegs, der in Karien die Revolte seines Vaters gegen den persischen Großkönig fortsetzte. 
Nachdem Pissouthnes als Satrap von Lydien und Ionien um 420 v. Chr. gegen Großkönig Dareios II. rebelliert hatte, war er 415 v. Chr. von dem neuen Statthalter Tissaphernes gefangen genommen und anschließend in Susa hingerichtet worden. Sein Bastardsohn Amorges führte die Revolte jedoch in Karien weiter und konnte sich dabei auf die Söldner stützen, die sein Vater in Griechenland angeworben hatte. Er besetzte die Stadt Iasos zwischen Milet und Halikarnassos, wo er auf Unterstützung durch die Flotte Athens rechnen konnte, sodass eine Belagerung zu Lande für die Perser zwecklos war. 
Die andauernde Revolte in Karien war einer der Gründe für den Abschluss eines Bündnisvertrags zwischen Sparta und dem Perserreich, den Tissaphernes 412 v. Chr. in Milet aushandelte und in dem sich die Spartaner zur Hilfe gegen rebellierende Städte im Herrschaftsgebiet des Großkönigs verpflichteten. Als sich die athenische Flotte nach der Schlacht von Milet ins sichere Samos zurückzog, nutzte Tissaphernes die Gelegenheit und fuhr mit der neu aufgestellten peloponnesischen Flotte unter den Feldherren Therimenes und Hermokrates gegen Iasos. Da niemand dort es für möglich gehalten hätte, dass die anrückende Flotte keine attische sein könnte, ließen die Verteidiger die Schiffe ungehindert in den Hafen. Die alte und überaus reiche Stadt wurde erobert und geplündert. Die Söldner ergaben sich und wurden später in das peloponnesische Heer eingereiht.
Amorges wurde lebend gefangen und an Tissaphernes ausgeliefert. Dieser ließ ihn vermutlich zum Großkönig nach Susa bringen, der keinen Grund hatte, ihm das Schicksal seines Vaters zu ersparen. 